# زاگرباکا
زاگرباکا (انگلیسی: Zagrebačka) شرکت نوشیدنی کروات است، که در سال ۱۸۹۲ تأسیس شد.